# 亀水晋
亀水 晋（かめすい すすむ、1960年8月6日 - ）は、日本の財務官僚。EU政府代表部参事官、内閣参事官、財務総合政策研究所次長、総務省大臣官房審議官、財務省東海財務局長等を歴任した。

## 人物・経歴
石川県かほく市出身。1983年一橋大学経済学部卒業、大蔵省入省。大蔵省理財局国債課企画係長を経て、1988年国税庁高松国税局宇和島税務署長。経済企画庁長官官房企画課課長補佐を経て、1999年国税庁大阪国税局査察部長。2001年財務省理財局財政投融資総括課資金企画室長。2002年財務省理財局財政投融資総括課資金企画室長兼理財局国債課国債企画官。
2003年から外務省在ベルギー日本国大使館参事官兼関税協力理事会日本政府代表代理、欧州連合日本政府代表部参事官を務めるなど、ブリュッセルで通算6年勤務した。2006年国税庁調査査察部調査課長。2007年内閣府政策統括官（経済財政運営担当）付参事官（予算編成基本方針担当）兼道州制特区担当室参事官、内閣官房内閣参事官（内閣官房副長官補付）。2009年財務省関東財務局総務部長。2010年財務省大臣官房地方課長兼財務総合政策研究所次長。2011年財務省九州財務局長。
2012年日本政策金融公庫中小企業事業本部特別参与。2014年総務省大臣官房審議官 （公営企業担当）。2016年商工組合中央金庫常勤監査役。2018年財務省東海財務局長。2020年第一生命経済研究所顧問。2021年名古屋証券取引所常務取締役。2024年損保ジャパンDC証券監査役。